# Youssouf Koné
Youssouf Koné (* 5. Juli 1995 in Bamako) ist ein malischer Fußballspieler.

## Karriere

### Verein
Koné begann seine Karriere in Mali und wechselte 2013 weiter nach Frankreich. Dort spielte er zunächst für die zweite Mannschaft OSC Lilles. Am 2. März 2014 debütierte er für die erste Mannschaft im Spiel gegen AC Ajaccio in der ersten französischen Liga. Im Juli 2017 wechselte er für ein halbes Jahr auf Leihbasis zu Stade Reims. Für diese bestritt er 18 Spiele und schoss am 22. September 2017 sein erstes Tor für einen französischen Verein. Im Sommer 2019 wechselte Koné für neun Millionen Euro zu Olympique Lyon.
Aufgrund einer Knöchelverletzung war sein aktuell letztes Spiel für Lyon am 3. Dezember 2019. Ende September 2020 wurde er für den Rest der Saison an den spanischen Primera División Erstligisten FC Elche ausgeliehen. Bereits Ende Januar 2021 kehrte Koné Elche den Rücken und schloss sich, ebenfalls auf Leihbasis, dem türkischen Verein Hatayspor in der Süper Lig an. Im Sommer folgte dann eine weitere Ausleihe an Erstliga-Aufsteiger ES Troyes AC. Im August 2022 erfolgte die vierte Leihe von Lyon aus – dieses Mal für eine Saison zum AC Ajaccio. Hier bestritt er 13 von 34 möglichen Ligaspielen. Von Mitte Januar 2023 bis Mitte März 2023 fehlte er wegen eines verstauchen Knöchels. Dazu kommt ein Spiel im September 2022 für die zweite Mannschaft, die in der National 3, der fünfthöchsten französischen Liga, spielt. Zum Saisonende stieg Ajaccio in die Ligue 2 ab.
Koné kehrte zunächst nach Lyon zurück, wurde dort aber nicht eingesetzt. Ende August 2023 wechselte er zum Aufsteiger in die belgische Division 1A, dem RWD Molenbeek, bei dem er einen Vertrag mit einjähriger Laufzeit unterschrieb. Er bestritt 9 von 31 möglichen Ligaspielen für RWDM sowie drei Pokalspiele. Die Saison endete mit dem Abstieg des Vereins in die Division 1B.

### Nationalmannschaft
Youssouf Koné spielte zunächst für die U-20-Nationalmannschaft Malis und nahm mit dieser 2015 an der Afrika- sowie der Weltmeisterschaft teil und erreichte in beiden Wettbewerben das Halbfinale. Für die A-Nationalmannschaft debütierte er am 6. September 2015 gegen Benin (1:1), als er in der 88. Minute für Bakary Sako eingewechselt wurde. Sein einziges Tor erzielte Koné am 14. Juni 2019, als er auswärts beim 1:1 gegen Kamerun die Führung erzielte.